# Classique de Loulé
La Classique de Loulé est une course cycliste portugaise disputée au mois de mars. La course est organisée pour la première fois en 2015 et fait partie de l'UCI Europe Tour dans la catégorie 1.2.

## Palmarès
| Année | Vainqueur     | Deuxième    | Troisième     |
| ----- | ------------- | ----------- | ------------- |
| 2015  | Michael Woods | César Fonte | Jesse Anthony |